# Parabatozonus lacerticida
Parabatozonus lacerticida — вид дорожных ос (Pompilidae).

## Распространение
Палеарктика: Европа, Северная Африка, Турция, Иран, Китай, Корея, Япония. 

## Описание
Длина 13—23 мм (самки) и 10—17 мм (самцы). Передние голени и лапки самок с гребнем из длинных шипов. Усики и голени оранжевые, тело чёрное с жёлтыми пятнами. Коготки расщеплённые (у самок передние, у самцов все). Охотятся и откладывают яйца на пауков. 